# 오토가스

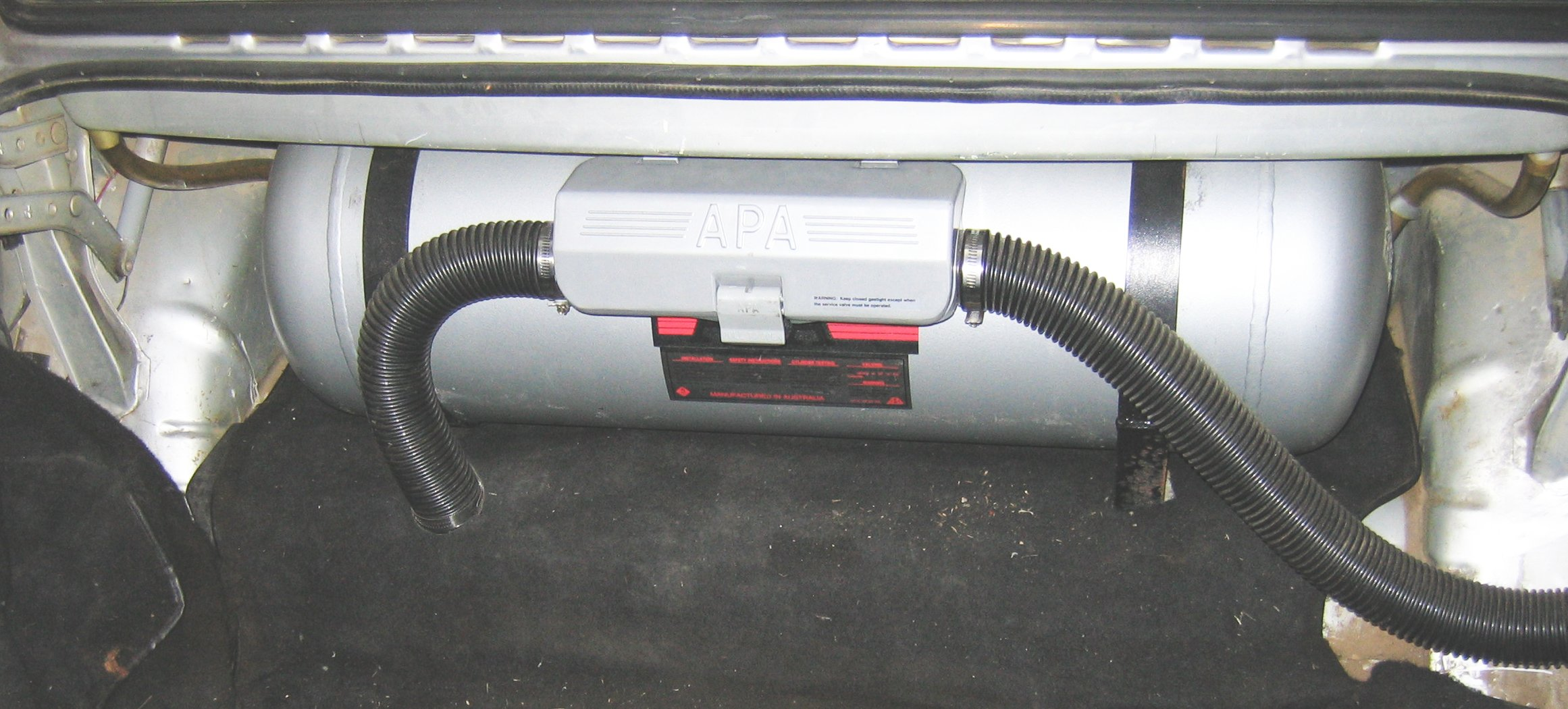
오토가스(차량용LPG) 연료탱크

오토가스(영어: autogas)는 차량의 내연기관에 연료로 사용되는 액화석유가스(LPG)의 종류로서 프로페인과 뷰테인의 혼합물이다.
오토가스는 청정 연료로 널리 사용되는데, 휘발유 대비 이산화 탄소 방출을 약 15% 줄여주기 때문이다. 일산화 탄소와 미세 먼지 방출량은 휘발유와 경유보다 현저히 낮다.
하지만 가솔린이나 디젤 연료에 비해 별도의 충전 인프라를 구축해야 하는 한계가 있기 때문에, 전 세계의 오토가스를 쓰는 LPG자동차 중 절반 가량이 터키, 대한민국, 폴란드, 이탈리아, 오스트레일리아 등 5개국 시장에 몰려 있으므로, 대한민국에선 대기권역관리법 개정에 따라 1톤 이하의 소형 택배화물차와 어린이 통학버스의 경유차 신규 등록이 2024년부터 금지한 바 있다.

## LPG 차량 목록

### 현대자동차
- 현대 쏘나타
- 현대 그랜저
- 현대 아반떼
- 현대 스타리아
- 현대 포터
- 현대 엑셀

### 기아
- 기아 K5
- 기아 K8
- 기아 스포티지
- 기아 봉고

### 르노코리아
- 르노코리아 SM6
- 르노코리아 QM6

### 한국지엠
- 한국GM 다마스
- 한국GM 라보

### KGM
- KG 토레스

## 같이 보기
- 연료 분사
- 가스 기관
- 하이브리드 차량
- 프로페인, 뷰테인, 액화석유가스